# Região de Planejamento do Tocantins
A Região de Planejamento do Tocantins é uma das 32 regiões administrativas do estado do Maranhão, no Brasil. Localiza-se no extremo oeste do Estado, na divisa com Tocantins, sendo banhada pelo rio que dá nome àquele Estado. É uma das três regiões de planejamento que englobam municípios de regiões metropolitanas, como a Região de Planejamento do Médio Parnaíba (que engloba Timon - município que compõe a Grande Teresina) e a Região de Planejamento da Ilha do Maranhão (que engloba os municípios de Paço do Lumiar, Raposa, São José de Ribamar e São Luís).
Imperatriz é o maior centro industrial, educacional, financeiro e de serviços da Região sendo, ainda, sede da Região Metropolitana do Sudoeste Maranhense. É o segundo maior centro populacional e segunda maior economia do Estado do Maranhão.

## Formação
A Região é composta por nove municípios, sendo eles:
Amarante do Maranhão
Buritirana
Davinópolis
Governador Edison Lobão
Imperatriz
João Lisboa
Montes Altos
Ribamar Fiquene
Senador La Rocque